# Joseph Ahrens
Pour les articles homonymes, voir Ahrens.
Joseph Ahrens est un organiste et compositeur allemand, né le 17 avril 1904 à Sommersell en province de Westphalie et mort le 21 décembre 1997 à Berlin.

## Biographie
Au cours des années 1920, Joseph Ahrens entreprend des études musicales à Münster auprès de Fritz Volbach. Entre 1925 et 1928, il poursuit ses études à la Staatlich Akademie für Kirchen und Schulmusik de Berlin. Parmi ses professeurs figurent Alfred Sittard (de), Max Seiffert et l'organiste Wilhelm Middelschulte (de). Il étudie également le chant grégorien dans des abbayes bénédictines,.
Entre 1931 et 1940, Joseph Ahrens est organiste au Berliner Philharmoniker et cumule la fonction d'organiste à la cathédrale Sainte-Edwige à partir de 1934. De 1945 à 1957, il est organiste à la Salvator-Kirche, dans le quartier de Schmargendorf de Berlin.
À partir de 1945 et jusqu'en 1969, Ahrens enseigne à la Berlin Hochschule für Musik. En 1963, il est élu membre de l'Académie des arts de Berlin.
Sa fille, Sieglinde Ahrens (de), est également organiste. Son épouse Gisela est décédée centenaire en 2003.

## Œuvres
Ahrends est reconnu pour ses talents d'improvisation à l'orgue. Ses compositions mêlent des éléments de liturgiques, comme les chants grégoriens avec des techniques modernes telles que le dodécaphonisme. Une partie de son œuvre a été écrite pour l'Église catholique romaine.

### Œuvres pour orgue
- Canzone, en fa (1930) ;
- Pange lingua, hymne (1935) ;
- Toccata eroica (1935) ;
- Partita Christus ist erstanden (1935) ;
- Fünf kleine Stücke, « Cinq petites pièces » (1936) ;
- Regina coeli (1937) ;
- Fantasie, Grave marcia funebre and Toccata, en do mineur (1939) ;
- Jesu, meine Freude, partita (1942) ;
- Praeludium and Fugue, en fa mineur (1942) ;
- Toccata and Fugue, en mi mineur (1942) ;
- Concertino, en sol majeur (1943) ;
- Fantasie, en si majeur (1943) ;
- Orgelmesse, « Messe pour orgue » (1945) ;
- Verleih uns Frieden gnädiglich, partita (1947) ;
- Lobe den Herren, partita (1947) ;
- Das Heilige Jahr, « Le Nouvel an » œuvre chorale pour orgue (1948-1950) ;
- Cantiones Gregorianae pro organo I-III (1957) ;
- Verwandlungen I (1963), II (1964) und III (1965) ;
- Fünf Leisen (1969) ;
- Trilogia contrapunctica (1972, 1975, 1976) ;
- Canticum Organi I-III (1972, 1975, 1976) ;
- Trilogia dodekaphonica (1978).

### Autres pièces
- Passion selon Saint-Mathieu (1950) ;
- Passion selon Saint-Jean (1961) ;
- Sonate pour alto et orgue (ou orgue positif) (1953).

### Écrits
- Die Formprinzipien des Gregorianischen Chorals und mein Orgelstil, Heidelberg 1978
- Von den Modi zur Dodekaphonie, Heidelberg 1979